# Skilanglauf-Nor-Am-Cup 2011/12
Der Skilanglauf-Nor-Am-Cup 2011/12 war eine von der FIS organisierte Wettkampfserie, die zum Unterbau des Skilanglauf-Weltcups 2011/12 gehörte. Er begann am 10. Dezember 2011 in Vernon und endete mit den Kanadischen Meisterschaften im Skilanglauf 2012 am 24. März 2012 in Mont Sainte-Anne. Die Gesamtwertung der Männer gewann Kevin Sandau und bei den Frauen Alysson Marshall.

## Männer

### Resultate
| 1. Nor-Am-Cup in Vernon, 10. und 11. Dezember 2011 | 1. Nor-Am-Cup in Vernon, 10. und 11. Dezember 2011 | 1. Nor-Am-Cup in Vernon, 10. und 11. Dezember 2011 | 1. Nor-Am-Cup in Vernon, 10. und 11. Dezember 2011 | 1. Nor-Am-Cup in Vernon, 10. und 11. Dezember 2011 |
| -------------------------------------------------- | -------------------------------------------------- | -------------------------------------------------- | -------------------------------------------------- | -------------------------------------------------- |
| Datum                                              | Disziplin                                          | Erster Platz                                       | Zweiter Platz                                      | Dritter Platz                                      |
| 10. Dezember 2011                                  | Sprint klassisch                                   | Michael Sinnott                                    | Brent McMurtry                                     | Erik Bjornsen                                      |
| 11. Dezember 2011                                  | 15 km klassisch                                    | Kevin Sandau                                       | Brent McMurtry                                     | Karl Nygren                                        |

| 2. Nor-Am-Cup in Rossland, 17. und 18. Dezember 2011 | 2. Nor-Am-Cup in Rossland, 17. und 18. Dezember 2011 | 2. Nor-Am-Cup in Rossland, 17. und 18. Dezember 2011 | 2. Nor-Am-Cup in Rossland, 17. und 18. Dezember 2011 | 2. Nor-Am-Cup in Rossland, 17. und 18. Dezember 2011 |
| ---------------------------------------------------- | ---------------------------------------------------- | ---------------------------------------------------- | ---------------------------------------------------- | ---------------------------------------------------- |
| Datum                                                | Disziplin                                            | Erster Platz                                         | Zweiter Platz                                        | Dritter Platz                                        |
| 17. Dezember 2011                                    | Sprint Freistil                                      | Jesse Cockney                                        | Brent McMurtry                                       | Kevin Sandau                                         |
| 18. Dezember 2011                                    | 15 km Freistil Mst.                                  | Kevin Sandau                                         | Brent McMurtry                                       | Graeme Killick                                       |

| 3. Nor-Am-Cup in Whistler, 12. bis 15. Januar 2012 | 3. Nor-Am-Cup in Whistler, 12. bis 15. Januar 2012 | 3. Nor-Am-Cup in Whistler, 12. bis 15. Januar 2012 | 3. Nor-Am-Cup in Whistler, 12. bis 15. Januar 2012 | 3. Nor-Am-Cup in Whistler, 12. bis 15. Januar 2012 |
| -------------------------------------------------- | -------------------------------------------------- | -------------------------------------------------- | -------------------------------------------------- | -------------------------------------------------- |
| Datum                                              | Disziplin                                          | Erster Platz                                       | Zweiter Platz                                      | Dritter Platz                                      |
| 12. Januar 2012                                    | 30 km Skiathlon                                    | Kevin Sandau                                       | Brent McMurtry                                     | Graham Nishikawa                                   |
| 14. Januar 2012                                    | Sprint Freistil                                    | Philip Widmer                                      | Graham Nishikawa                                   | Jesse Cockney                                      |
| 15. Januar 2012                                    | 15 km klassisch                                    | Brent McMurtry                                     | Kevin Sandau                                       | David Greer                                        |

| 4. Nor-Am-Cup in Canmore, 20. und 22. Januar 2012 | 4. Nor-Am-Cup in Canmore, 20. und 22. Januar 2012 | 4. Nor-Am-Cup in Canmore, 20. und 22. Januar 2012 | 4. Nor-Am-Cup in Canmore, 20. und 22. Januar 2012 | 4. Nor-Am-Cup in Canmore, 20. und 22. Januar 2012 |
| ------------------------------------------------- | ------------------------------------------------- | ------------------------------------------------- | ------------------------------------------------- | ------------------------------------------------- |
| Datum                                             | Disziplin                                         | Erster Platz                                      | Zweiter Platz                                     | Dritter Platz                                     |
| 20. Januar 2012                                   | 10 km klassisch                                   | Brent McMurtry                                    | Kevin Sandau                                      | Erik Carleton                                     |
| 21. Januar 2012                                   | Sprint Freistil                                   | Jesse Cockney                                     | Philip Widmer                                     | Brent McMurtry                                    |
| 22. Januar 2012                                   | 15 km Freistil Verfolgung                         | Graham Nishikawa                                  | Ivan Babikov                                      | Michael Somppi                                    |

| 5. Nor-Am-Cup in Cantley, 3.–5. Februar 2012 | 5. Nor-Am-Cup in Cantley, 3.–5. Februar 2012 | 5. Nor-Am-Cup in Cantley, 3.–5. Februar 2012 | 5. Nor-Am-Cup in Cantley, 3.–5. Februar 2012 | 5. Nor-Am-Cup in Cantley, 3.–5. Februar 2012 |
| -------------------------------------------- | -------------------------------------------- | -------------------------------------------- | -------------------------------------------- | -------------------------------------------- |
| Datum                                        | Disziplin                                    | Erster Platz                                 | Zweiter Platz                                | Dritter Platz                                |
| 3. Februar 2012                              | Sprint Freistil                              | Jesse Cockney                                | Brent McMurtry                               | Harry Seaton                                 |
| 4. Februar 2012                              | 15 km Freistil                               | Graeme Killick                               | Kevin Sandau                                 | Pate Neumann                                 |
| 5. Februar 2012                              | 30 km klassisch Verfolgung                   | Brent McMurtry                               | Kevin Sandau                                 | Graeme Killick                               |

| 6. Nor-Am-Cup in Mont Orford, 11. und 12. Februar 2012 | 6. Nor-Am-Cup in Mont Orford, 11. und 12. Februar 2012 | 6. Nor-Am-Cup in Mont Orford, 11. und 12. Februar 2012 | 6. Nor-Am-Cup in Mont Orford, 11. und 12. Februar 2012 | 6. Nor-Am-Cup in Mont Orford, 11. und 12. Februar 2012 |
| ------------------------------------------------------ | ------------------------------------------------------ | ------------------------------------------------------ | ------------------------------------------------------ | ------------------------------------------------------ |
| Datum                                                  | Disziplin                                              | Erster Platz                                           | Zweiter Platz                                          | Dritter Platz                                          |
| 11. Februar 2012                                       | 10 km klassisch                                        | Brent McMurtry                                         | Drew Goldsack                                          | Gerard Garnier                                         |
| 12. Februar 2012                                       | 20 km Freistil Mst.                                    | Kevin Sandau                                           | Pate Neumann                                           | Brent McMurtry                                         |

| 7. Nor-Am-Cup in Mont Sainte-Anne, 19.–24. März 2012 | 7. Nor-Am-Cup in Mont Sainte-Anne, 19.–24. März 2012 | 7. Nor-Am-Cup in Mont Sainte-Anne, 19.–24. März 2012 | 7. Nor-Am-Cup in Mont Sainte-Anne, 19.–24. März 2012 | 7. Nor-Am-Cup in Mont Sainte-Anne, 19.–24. März 2012 |
| ---------------------------------------------------- | ---------------------------------------------------- | ---------------------------------------------------- | ---------------------------------------------------- | ---------------------------------------------------- |
| Datum                                                | Disziplin                                            | Erster Platz                                         | Zweiter Platz                                        | Dritter Platz                                        |
| 19. März 2012                                        | 10 km klassisch                                      | Ivan Babikov                                         | Erik Carleton                                        | Michael Somppi                                       |
| 20. März 2012                                        | 15 km Freistil                                       | Alex Harvey                                          | Ivan Babikov                                         | Devon Kershaw                                        |
| 22. März 2012                                        | Sprint Freistil                                      | Alex Harvey                                          | Devon Kershaw                                        | Philip Widmer                                        |
| 24. März 2012                                        | 50 km klassisch Mst.                                 | Alex Harvey Devon Kershaw                            |                                                      | Ivan Babikov                                         |

### Gesamtwertung Männer
| Rang | Name             | Punkte |
| ---- | ---------------- | ------ |
| 01   | Kevin Sandau     | 1080   |
| 02   | Brent McMurtry   | 960    |
| 03   | Jesse Cockney    | 689    |
| 04   | Graham Nishikawa | 651    |
| 05   | Graeme Killick   | 650    |
| 06   | Erik Carleton    | 512    |
| 07   | Pate Neumann     | 499    |
| 08   | David Greer      | 461    |
| 09   | Michael Somppi   | 460    |
| 10   | Philip Widmer    | 411    |
| 011  | Harry Seaton     | 371    |
| 012. | Gerard Garnier   | 351    |
| 013. | Ivan Babikov     | 331    |
| 014. | Russell Kennedy  | 330    |

| Rang | Name                  | Punkte |
| ---- | --------------------- | ------ |
| 015. | Raphael Couturier     | 315    |
| 016. | Brian McKeever        | 306    |
| 017. | Alex Harvey           | 300    |
| 018. | Christopher Hamilton  | 276    |
| 019. | Drew Goldsack         | 275    |
| 020. | Steffan Lloyd         | 261    |
| 021. | Andy Shields          | 257    |
| 022. | Devon Kershaw         | 240    |
| 023. | Matt Wylie            | 233    |
| 024. | Patrick Stewart-Jones | 212    |
| 025. | Colin Abbott          | 196    |
| 026. | Knute Johnsgaard      | 195    |
| 027. | Frédéric Touchette    | 159    |
| 027. | John Parry            | 159    |

| Rang | Name               | Punkte |
| ---- | ------------------ | ------ |
| 029. | Dudley Coulter     | 152    |
| 030. | Lee Hawkings       | 149    |
| 031. | Karl Nygren        | 135    |
| 032. | Aidan Lennie       | 134    |
| 033. | Geoffrey Richards  | 130    |
| 034. | Bob Thompson       | 128    |
| 035. | Leif Zimmermann    | 127    |
| 036. | Thomsen D'Hont     | 111    |
| 037. | Jordan Cascagnette | 103    |
| 038. | Michael Sinnott    | 100    |
| 039. | Alexis Turgeon     | 82     |
| 040. | David Palmer       | 81     |
| 040. | Baptiste Gros      | 81     |

## Frauen

### Resultate
| 1. Nor-Am-Cup in Vernon, 10. und 11. Dezember 2011 | 1. Nor-Am-Cup in Vernon, 10. und 11. Dezember 2011 | 1. Nor-Am-Cup in Vernon, 10. und 11. Dezember 2011 | 1. Nor-Am-Cup in Vernon, 10. und 11. Dezember 2011 | 1. Nor-Am-Cup in Vernon, 10. und 11. Dezember 2011 |
| -------------------------------------------------- | -------------------------------------------------- | -------------------------------------------------- | -------------------------------------------------- | -------------------------------------------------- |
| Datum                                              | Disziplin                                          | Erster Platz                                       | Zweiter Platz                                      | Dritter Platz                                      |
| 10. Dezember 2011                                  | Sprint klassisch                                   | Jessie Diggins                                     | Alysson Marshall                                   | Andrea Dupont                                      |
| 11. Dezember 2011                                  | 10 km klassisch                                    | Jessie Diggins                                     | Kate Fitzgerald                                    | Caitlin Gregg                                      |

| 2. Nor-Am-Cup in Rossland, 17. und 18. Dezember 2011 | 2. Nor-Am-Cup in Rossland, 17. und 18. Dezember 2011 | 2. Nor-Am-Cup in Rossland, 17. und 18. Dezember 2011 | 2. Nor-Am-Cup in Rossland, 17. und 18. Dezember 2011 | 2. Nor-Am-Cup in Rossland, 17. und 18. Dezember 2011 |
| ---------------------------------------------------- | ---------------------------------------------------- | ---------------------------------------------------- | ---------------------------------------------------- | ---------------------------------------------------- |
| Datum                                                | Disziplin                                            | Erster Platz                                         | Zweiter Platz                                        | Dritter Platz                                        |
| 17. Dezember 2011                                    | Sprint Freistil                                      | Jessie Diggins                                       | Alysson Marshall                                     | Jennie Bender                                        |
| 18. Dezember 2011                                    | 10 km Freistil Mst.                                  | Jessie Diggins                                       | Alysson Marshall                                     | Jennie Bender                                        |

| 3. Nor-Am-Cup in Whistler, 12. bis 15. Januar 2012 | 3. Nor-Am-Cup in Whistler, 12. bis 15. Januar 2012 | 3. Nor-Am-Cup in Whistler, 12. bis 15. Januar 2012 | 3. Nor-Am-Cup in Whistler, 12. bis 15. Januar 2012 | 3. Nor-Am-Cup in Whistler, 12. bis 15. Januar 2012 |
| -------------------------------------------------- | -------------------------------------------------- | -------------------------------------------------- | -------------------------------------------------- | -------------------------------------------------- |
| Datum                                              | Disziplin                                          | Erster Platz                                       | Zweiter Platz                                      | Dritter Platz                                      |
| 12. Januar 2012                                    | 15 km Skiathlon                                    | Emily Nishikawa                                    | Alysson Marshall                                   | Alana Thomas                                       |
| 14. Januar 2012                                    | Sprint Freistil                                    | Heidi Widmer                                       | Alysson Marshall                                   | Marlis Kromm                                       |
| 15. Januar 2012                                    | 10 km klassisch                                    | Emily Nishikawa                                    | Amanda Ammar                                       | Zoe Roy                                            |

| 4. Nor-Am-Cup in Canmore, 20. und 22. Januar 2012 | 4. Nor-Am-Cup in Canmore, 20. und 22. Januar 2012 | 4. Nor-Am-Cup in Canmore, 20. und 22. Januar 2012 | 4. Nor-Am-Cup in Canmore, 20. und 22. Januar 2012 | 4. Nor-Am-Cup in Canmore, 20. und 22. Januar 2012 |
| ------------------------------------------------- | ------------------------------------------------- | ------------------------------------------------- | ------------------------------------------------- | ------------------------------------------------- |
| Datum                                             | Disziplin                                         | Erster Platz                                      | Zweiter Platz                                     | Dritter Platz                                     |
| 20. Januar 2012                                   | 5 km klassisch                                    | Emily Nishikawa                                   | Alana Thomas                                      | Alysson Marshall                                  |
| 21. Januar 2012                                   | Sprint Freistil                                   | Alysson Marshall                                  | Heidi Widmer                                      | Marlis Kromm                                      |
| 22. Januar 2012                                   | 10 km Freistil Verfolgung                         | Emily Nishikawa                                   | Alysson Marshall                                  | Chisa Ōbayashi                                    |

| 5. Nor-Am-Cup in Cantley, 3.–5. Februar 2012 | 5. Nor-Am-Cup in Cantley, 3.–5. Februar 2012 | 5. Nor-Am-Cup in Cantley, 3.–5. Februar 2012 | 5. Nor-Am-Cup in Cantley, 3.–5. Februar 2012 | 5. Nor-Am-Cup in Cantley, 3.–5. Februar 2012 |
| -------------------------------------------- | -------------------------------------------- | -------------------------------------------- | -------------------------------------------- | -------------------------------------------- |
| Datum                                        | Disziplin                                    | Erster Platz                                 | Zweiter Platz                                | Dritter Platz                                |
| 3. Februar 2012                              | Sprint Freistil                              | Alysson Marshall                             | Emily Nishikawa                              | Andrea Dupont                                |
| 4. Februar 2012                              | 10 km Freistil                               | Emily Nishikawa                              | Alysson Marshall                             | Amanda Ammar                                 |
| 5. Februar 2012                              | 15 km klassisch Verfolgung                   | Brittany Webster                             | Alysson Marshall                             | Kate Brennan                                 |

| 6. Nor-Am-Cup in Mont Orford, 11. und 12. Februar 2012 | 6. Nor-Am-Cup in Mont Orford, 11. und 12. Februar 2012 | 6. Nor-Am-Cup in Mont Orford, 11. und 12. Februar 2012 | 6. Nor-Am-Cup in Mont Orford, 11. und 12. Februar 2012 | 6. Nor-Am-Cup in Mont Orford, 11. und 12. Februar 2012 |
| ------------------------------------------------------ | ------------------------------------------------------ | ------------------------------------------------------ | ------------------------------------------------------ | ------------------------------------------------------ |
| Datum                                                  | Disziplin                                              | Erster Platz                                           | Zweiter Platz                                          | Dritter Platz                                          |
| 11. Februar 2012                                       | 5 km klassisch                                         | Kate Brennan                                           | Andrea Dupont                                          | Amanda Ammar                                           |
| 12. Februar 2012                                       | 15 km Freistil Mst.                                    | Andrea Lee                                             | Kate Brennan                                           | Amanda Ammar                                           |

| 7. Nor-Am-Cup in Mont Sainte-Anne, 19.–24. März 2012 | 7. Nor-Am-Cup in Mont Sainte-Anne, 19.–24. März 2012 | 7. Nor-Am-Cup in Mont Sainte-Anne, 19.–24. März 2012 | 7. Nor-Am-Cup in Mont Sainte-Anne, 19.–24. März 2012 | 7. Nor-Am-Cup in Mont Sainte-Anne, 19.–24. März 2012 |
| ---------------------------------------------------- | ---------------------------------------------------- | ---------------------------------------------------- | ---------------------------------------------------- | ---------------------------------------------------- |
| Datum                                                | Disziplin                                            | Erster Platz                                         | Zweiter Platz                                        | Dritter Platz                                        |
| 19. März 2012                                        | 5 km klassisch                                       | Ida Sargent                                          | Perianne Jones                                       | Emily Nishikawa                                      |
| 20. März 2012                                        | 10 km Freistil                                       | Emily Nishikawa                                      | Alysson Marshall                                     | Ragnhild Haga                                        |
| 22. März 2012                                        | Sprint Freistil                                      | Chandra Crawford                                     | Daria Gaiazova                                       | Jennie Bender                                        |
| 24. März 2012                                        | 30 km klassisch Mst.                                 | Chandra Crawford                                     | Britt Ingunn Nydal                                   | Ragnhild Haga                                        |

### Gesamtwertung Frauen
| Rang | Name             | Punkte |
| ---- | ---------------- | ------ |
| 01   | Alysson Marshall | 1080   |
| 02   | Emily Nishikawa  | 1060   |
| 03   | Kate Brennan     | 611    |
| 04   | Amanda Ammar     | 590    |
| 05   | Andrea Dupont    | 513    |
| 06   | Andrea Lee       | 494    |
| 07   | Marlis Kromm     | 421    |
| 08   | Jessie Diggins   | 400    |
| 09   | Heidi Widmer     | 388    |
| 10   | Heather Mehain   | 377    |
| 011  | Alana Thomas     | 367    |
| 012. | Sara Hewitt      | 365    |
| 013. | Annika Hicks     | 353    |
| 014. | Zoe Roy          | 346    |

| Rang | Name                 | Punkte |
| ---- | -------------------- | ------ |
| 015. | Erin Tribe           | 335    |
| 016. | Brittany Webster     | 312    |
| 017. | Megan McTavish       | 309    |
| 018. | Catherine Auclair    | 289    |
| 019. | Dahria Beatty        | 266    |
| 020. | Jennie Bender        | 262    |
| 021. | Chandra Crawford     | 236    |
| 022. | Rebecca Reid         | 215    |
| 023. | Perianne Jones       | 207    |
| 024. | Camille Pepin        | 205    |
| 025. | Janelle Greer        | 187    |
| 026. | Michelle Workun-Hill | 183    |
| 027. | Frédérique Vézina    | 157    |
| 027. | Britt Ingunn Nydal   | 157    |

| Rang | Name              | Punkte |
| ---- | ----------------- | ------ |
| 029. | Ida Sargent       | 150    |
| 030. | Sofia Attali      | 146    |
| 031. | Sheila Kealey     | 140    |
| 032. | Ragnhild Haga     | 138    |
| 033. | Daria Gaiazova    | 134    |
| 034. | Alannah MacLean   | 123    |
| 034. | Anne-Marie Comeau | 123    |
| 036. | Mary Thompson     | 116    |
| 037. | Kate Fitzgerald   | 112    |
| 038. | Chisa Ōbayashi    | 103    |
| 039. | Caroline Drolet   | 88     |
| 040. | Brandy Stewart    | 87     |